# Webmin
Webmin(うぇぶみん)は、LinuxなどのUnix系オペレーティングシステム (OS) を設定できるウェブブラウザベースのツールである。
ユーザーやディスク使用上限、サービス、設定ファイル等といったOS内部設定の変更を多数行え、ApacheやPHP、MySQLなどといった多くのオープンソースのアプリケーションの変更や制御を行える。
Webminは主にPerlで構築されており、独自のプロセス、そしてウェブサーバとして動作する。
初期設定では10000番のTCPポートで通信する。OpenSSLをインストールし、必要なPerlモジュールを追加すればTLSを使うこともできる。
Webminは設定ファイルやWebminサーバへのインタフェースとして実装されている。
これにより、追加機能を容易に作成することができる。

Webminのモジュール方式を用いれば、誰でもデスクトップ設定用のプラグインを作成することが可能である。
また、Webminはひとつのインタフェースで多くのマシンを制御したり、同一サブネット上、あるいは同一LAN上にある複数のホストにシームレスにログインすることができる。
Webminはオーストラリア人のJamie Cameronを中心に開発されており、BSDライセンスで配布されている。

## 関連するソフトウェア
Webminはインストールされたモジュールにより拡張でき、そのモジュールを改造することができる。
それとは別に、機能拡張プロジェクトが2つ存在する。
1. Userminは、管理者レベルのタスクよりも、ウェブメールや他のユーザーレベルのタスクのサブセットを提供し制御する。
2. Virtualminはホスティングやウェブサイトのコントロールパネルとして、多数のドメインの追加や管理に威力を発揮する。オープンソース版と安価な商用版が利用可能である。VirtualminはPleskやcPanelと比べて、同等の機能を有するがより廉価である。